# Guglielmo Cavallo
Guglielmo Cavallo (Carovigno, 18 de agosto de 1938) es un paleógrafo italiano de textos griegos y profesor de la Universidad de Roma La Sapienza.

## Biografía
Cavallo se graduó en la Universidad de Bari en 1961. En 1969, se trasladó a Roma y se convirtió en el primer asistente de la Greek Palaeography Special School for Archivists and Librarians, y profesor de Historia de la tradición manuscrita en la Universidad de Roma La Sapienza. Desde 1978 ha sido profesor de Paleografía Griega en Roma.
Examinó y describió el manuscrito Codex Basilensis A. N. III. 12, y lo dató en el siglo VIII. Estudió los manuscritos Papyrus 39, Uncial 059, 0175, 0187, Lectionary 1386 y muchos otros manuscritos griegos del periodo bizantino.

## Obras
- Ricerche sulla maiuscola biblica, Florencia, Le Monnier, 1967.
- «Scritture italo-greche librarie e documentarie. Note introduttive ad uno studio correlato«, Bisanzio e l’Italia. Raccolte di studi in memoria di Agostino Pertusi, Milán 1982, 29-38.
- I bizantini in Italia, Milán, 1982 (editor).
- Libri, scritture, scribi a Ercolano, Nápoles, Macchiaroli, 1983
- L'uomo bizantino, The University of Chicago Press, 1997 (editor).
- Dalla parte del libro. Storie di trasmissione dei classici, Urbino, Quattroventi, 2002.
- La cultura bizantina, Roma: Salerno Editrice, 2004 (editor).
- Il calamo e il papiro. La scrittura greca dall'età ellenistica ai primi secoli di Bisanzio, Florencia, Gonnelli, 2005.